# Gare de Montreuil-sur-Ille
Pour les articles homonymes, voir Gare de Montreuil (homonymie).
La gare de Montreuil-sur-Ille est une gare ferroviaire française de la ligne de Rennes à Saint-Malo - Saint-Servan, située à proximité du centre-ville de Montreuil-sur-Ille, commune du département d'Ille-et-Vilaine en région Bretagne.
Elle est mise en service en 1864 par la compagnie des chemins de fer de l'Ouest. C'est aujourd'hui une gare de la Société nationale des chemins de fer français (SNCF), elle est desservie par des trains express régionaux TER Bretagne.

## Situation ferroviaire
Établie à 59 m d'altitude, la gare de Montreuil-sur-Ille est située au point kilométrique (PK) 401,892 de la ligne de Rennes à Saint-Malo - Saint-Servan, entre la gare de Saint-Médard-sur-Ille et la gare de Dingé.

## Histoire
La station est créée et mise en service par la compagnie des chemins de fer de l'Ouest le 27 juin 1864, lorsqu'elle inaugure la ligne entre Rennes et Saint-Malo. Le bâtiment voyageurs est typique de ceux construits par la compagnie, qui privilégie le fonctionnel.
En septembre 2010 débutent les travaux de modernisation de la gare, le premier chantier étant la création d'un passage souterrain permettant l'accès au quai central et la suppression de la traversée des voies par les voyageurs. Ce premier chantier va se poursuivre notamment par la rénovation du bâtiment voyageurs, des quais et la mise en place de nouveaux abris. Ces travaux entrent dans le cadre du programme régional d'amélioration des gares, la fin des chantiers est prévue pour 2011.
À l'occasion de cette rénovation, quelques chiffres sont donnés par Réseau ferré de France (RFF) : le transit est d'environ 400 voyageurs par jour pour une desserte journalière de 47 TER. La ligne étant parcourue par près de 70 trains dont 6 TGV.

## Fréquentation
De 2015 à 2023, selon les estimations de la SNCF, la fréquentation annuelle de la gare s'élève aux nombres indiqués dans le tableau ci-dessous.
| Année                     | 2015    | 2016    | 2017    | 2018    | 2019    | 2020    | 2021    | 2022    |
| ------------------------- | ------- | ------- | ------- | ------- | ------- | ------- | ------- | ------- |
| Voyageurs                 | 243 526 | 242 254 | 249 303 | 247 309 | 257 240 | 193 212 | 218 574 | 310 878 |
| Voyageurs + non voyageurs | 304 407 | 302 817 | 311 629 | 309 137 | 321 550 | 241 515 | 273 218 | 388 598 |

| Année                     | 2023    |
| ------------------------- | ------- |
| Voyageurs                 | 333 348 |
| Voyageurs + non voyageurs | 416 685 |

## Service des voyageurs

### Accueil
Gare SNCF, elle dispose d'un bâtiment voyageurs avec guichet ouvert tous les jours, sauf le dimanche. Elle est équipée de distributeurs automatiques de titres de transport TER et de divers services. Un parc pour les vélos et un parking véhicules sont aménagés à proximité.

### Desserte
Montreuil-sur-Ille est desservie par des trains TER Bretagne circulant  sur les lignes : no 07 entre Rennes et Montreuil-sur-Ille, no 13 entre Rennes et Saint-Malo, et sur la no 17 entre Rennes et Dol-de-Bretagne.